# Пауелл-Ривер
Пауелл-Ривер (англ. Powell River) — місто в Канаді, у провінції Британська Колумбія, у складі регіонального округу Катет.

## Населення
За даними перепису 2016 року, місто нараховувало 13157 осіб, показавши скорочення на 0,1%, порівняно з 2011-м роком. Середня густина населення становила 455,1 осіб/км².
З офіційних мов обидвома одночасно володіли 870 жителів, тільки англійською — 12 105, тільки французькою — 5, а 35 — жодною з них. Усього 1070 осіб вважали рідною мовою не одну з офіційних, з них 15 — одну з корінних мов, а 25 — українську.
Працездатне населення становило 53,4% усього населення, рівень безробіття — 7,3% (8,8% серед чоловіків та 6% серед жінок). 83,8% осіб були найманими працівниками, а 14,1% — самозайнятими.
Середній дохід на особу становив $39 343 (медіана $30 991), при цьому для чоловіків — $48 640, а для жінок $30 732 (медіани — $39 323 та $24 717 відповідно).
31,3% мешканців мали закінчену шкільну освіту, не мали закінченої шкільної освіти — 19,9%, 48,8% мали післяшкільну освіту, з яких 24,7% мали диплом бакалавра, або вищий, 75 осіб мали вчений ступінь.
| Статево-вікова структура населення | Статево-вікова структура населення | Статево-вікова структура населення | Статево-вікова структура населення | Статево-вікова структура населення |
| ---------------------------------- | ---------------------------------- | ---------------------------------- | ---------------------------------- | ---------------------------------- |
|                                    |                                    |                                    |                                    |                                    |
| Всього                             | Всього                             | 48,6%51,4%                         |                                    |                                    |
| 0 — 14 років                       | 0 — 14 років                       |                                    | 13,3%                              | 13,3%                              |
| 15 — 64 років                      | 15 — 64 років                      |                                    | 59,6%                              | 59,6%                              |
| 65 і більше                        | 65 і більше                        |                                    | 27,1%                              | 27,1%                              |
| 85 і більше                        | 85 і більше                        |                                    | 4%                                 | 4%                                 |
| 100 і більше                       | 100 і більше                       |                                    | 0%                                 | 0%                                 |
| Середній вік (років)               | Середній вік (років)               | 46,648,8                           | 47,7                               | 47,7                               |
| Медіана (років)                    | Медіана (років)                    | 51,252,9                           | 52,2                               | 52,2                               |
| — чоловіки — жінки                 |                                    |                                    |                                    |                                    |

| Походження мешканців:     | Походження мешканців:     | Походження мешканців: | Походження мешканців: | Походження мешканців: |
| ------------------------- | ------------------------- | --------------------- | --------------------- | --------------------- |
| Походження                |                           |                       | осіб                  | %                     |
| Корінні американці        | Корінні американці        |                       | 935                   | 7.27%                 |
| Інше північноамериканське | Інше північноамериканське |                       | 3 820                 | 29.72%                |
| Європейське               | Європейське               |                       | 11 035                | 85.84%                |
| британське                | британське                |                       | 7 955                 | 61.88%                |
| французьке                | французьке                |                       | 1 850                 | 14.39%                |
| українське                | українське                |                       | 645                   | 5.02%                 |
| Латинськоамериканське     | Латинськоамериканське     |                       | 50                    | 0.39%                 |
| Карибське                 | Карибське                 |                       | 50                    | 0.39%                 |
| Африканське               | Африканське               |                       | 110                   | 0.86%                 |
| Азійське                  | Азійське                  |                       | 420                   | 3.27%                 |
| Океанійське               | Океанійське               |                       | 125                   | 0.97%                 |

| Зайнятість населення за галузями (за класифікацією NOC): | Зайнятість населення за галузями (за класифікацією NOC): | Зайнятість населення за галузями (за класифікацією NOC): | Зайнятість населення за галузями (за класифікацією NOC): | Зайнятість населення за галузями (за класифікацією NOC): |
| -------------------------------------------------------- | -------------------------------------------------------- | -------------------------------------------------------- | -------------------------------------------------------- | -------------------------------------------------------- |
|                                                          |                                                          |                                                          |                                                          |                                                          |
| Управління                                               | Управління                                               |                                                          | 9,3%                                                     | 9,3%                                                     |
| Бізнес, фінанси та адміністрування                       | Бізнес, фінанси та адміністрування                       |                                                          | 10,9%                                                    | 10,9%                                                    |
| Природничі та прикладні науки                            | Природничі та прикладні науки                            |                                                          | 4,3%                                                     | 4,3%                                                     |
| Охорона здоров'я                                         | Охорона здоров'я                                         |                                                          | 9,9%                                                     | 9,9%                                                     |
| Освіта, правозахист, муніципальні та урядові служби      | Освіта, правозахист, муніципальні та урядові служби      |                                                          | 10,5%                                                    | 10,5%                                                    |
| Мистецтво, культура, відпочинок та спорт                 | Мистецтво, культура, відпочинок та спорт                 |                                                          | 3%                                                       | 3%                                                       |
| Роздрібна торгівля та послуги                            | Роздрібна торгівля та послуги                            |                                                          | 26,1%                                                    | 26,1%                                                    |
| Гуртова торгівля, транспорт та обладнання                | Гуртова торгівля, транспорт та обладнання                |                                                          | 17,2%                                                    | 17,2%                                                    |
| Природні ресурси, сільське господарство                  | Природні ресурси, сільське господарство                  |                                                          | 4,1%                                                     | 4,1%                                                     |
| Виробництво                                              | Виробництво                                              |                                                          | 4,6%                                                     | 4,6%                                                     |

## Клімат
Середня річна температура становить 9,5°C, середня максимальна – 19,8°C, а середня мінімальна – -1,6°C. Середня річна кількість опадів – 1 176 мм.
| Клімат поселення                              | Клімат поселення | Клімат поселення | Клімат поселення | Клімат поселення | Клімат поселення | Клімат поселення | Клімат поселення | Клімат поселення | Клімат поселення | Клімат поселення | Клімат поселення | Клімат поселення | Клімат поселення |
| Показник                                      | Січ.             | Лют.             | Бер.             | Квіт.            | Трав.            | Черв.            | Лип.             | Серп.            | Вер.             | Жовт.            | Лист.            | Груд.            |                  |
| Середній максимум, °C                         | 7,48             | 8,78             | 10,25            | 12,75            | 16,05            | 18,95            | 19,53            | 19,77            | 16,73            | 12,21            | 8,22             | 5,83             |                  |
| Середня температура, °C                       | 2,95             | 4,25             | 5,72             | 8,21             | 11,52            | 14,42            | 16,96            | 17,20            | 14,14            | 9,63             | 5,64             | 3,25             |                  |
| Середній мінімум, °C                          | −1,59            | −0,28            | 1,19             | 3,67             | 6,99             | 9,88             | 14,39            | 14,61            | 11,57            | 7,07             | 3,07             | 0,68             |                  |
| Норма опадів, мм                              | 152              | 109              | 102              | 77               | 74               | 62               | 43               | 47               | 56               | 127              | 174              | 153              |                  |
| Середньомісячна швидкість вітру, м/с          | 3.22             | 3.08             | 3.31             | 3.27             | 3.15             | 3.18             | 3.10             | 2.81             | 2.64             | 2.93             | 3.36             | 3.28             |                  |
| Середньомісячна сонячна радіація, кДж/м²·день | 2865             | 5632             | 9829             | 14855            | 18790            | 20117            | 20787            | 17824            | 12731            | 6846             | 3349             | 2238             |                  |
| --------------------------------------------- | ---------------- | ---------------- | ---------------- | ---------------- | ---------------- | ---------------- | ---------------- | ---------------- | ---------------- | ---------------- | ---------------- | ---------------- | ---------------- |
| Джерело:                                      |                  |                  |                  |                  |                  |                  |                  |                  |                  |                  |                  |                  |                  |